# 120 Minutes
120 minutes var en amerikansk TV-show. Den visade alternativa videor och sändes i MTV åren 1986-2000 och i MTV2 2001-2003. Efter att programmet lades ner började ersättningsshowen Subterranean  visas på MTV2. 
120 minutes var också namnet på motsvarande TV-show på MTV Europe. 

## Historia

### De tidiga åren
120 Minutes började visas 10 mars 1986. Programmet visade videor från en lång rad olika artister, The Jesus and Mary Chain, Bronski Beat, New Order, The Replacements, The Verve, Weezer, Robyn Hitchcock, Oasis, Blur, Butthole Surfers, Radiohead, KMFDM, Kate Bush, The Ramones, XTC, Morrissey, Kitchens of Distinction, They Might Be Giants och Hüsker Dü, för att nämna några. Nirvanas musikvideo för "Smells Like Teen Spirit" hade sin världspremiär på programmet, men den blev så populär att den började visas på MTV:s vanliga videorotation på dagtid. Under mitten av 90-talet visades även ett systerprogram, Alternative Nation, på MTV.

### Från MTV till MTV2
Allt eftersom tiden gick fick MTV stora succéer med program som The Real World så 120 Minutes fick sin visningstid mer och mer tillbakaflyttad och de videor som visades blev allt mer mainstream. Programmet lades ner 2000 och återkom 2001 på MTV 2 då med en musikprofil mer lik den under programmets storhetstid.

## Värdar
Följande personer var värdar för 120 Minutes.
- J. J. Jackson (1980-talet)
- Alan Hunter (1980-talet)
- Kevin Seal (1980-talet)
- Downtown Julie Brown (1980-talet)
- Dave Kendall (1989–1992)
- Lewis Largent (1992–1995)
- Matt Pinfield (1995–1999)
- Dave Holmes (1999–2000)
- Jancee Dunn (2001)
- Chris Booker (2001–2002)
- Jim Shearer (2002–2003)

### Fotnoter
1. ↑  TV.com: 120 Minutes Television Show
2. 1 2  ”altmusictv: 120 Minutes archive”. Arkiverad från originalet den 13 februari 2009. https://web.archive.org/web/20090213100716/http://120minutes.42st.org/about.php. Läst 22 februari 2009.